# Coppa del Mondo di sci alpino 2022
La Coppa del Mondo di sci alpino 2022 è stata la cinquantaseiesima edizione della manifestazione organizzata dalla Federazione Internazionale Sci; ha avuto inizio il 23 ottobre 2021 a Sölden, in Austria, e si è conclusa il 20 marzo 2022 a Méribel, in Francia. Nel corso della stagione si sono tenuti a Pechino, in Cina, i XXIV Giochi olimpici invernali, non validi ai fini della Coppa del Mondo il cui calendario ha contemplato dunque un'interruzione nel mese di febbraio; in seguito all'invasione dell'Ucraina, dal 1º marzo gli atleti russi e bielorussi sono stati esclusi dalle competizioni.
In campo maschile sono state disputate tutte le 37 gare in programma (11 discese libere, 7 supergiganti, 8 slalom giganti, 10 slalom speciali, 1 slalom parallelo), in 19 diverse località; lo svizzero Marco Odermatt si è aggiudicato sia la Coppa del Mondo generale sia quella di slalom gigante, il norvegese Aleksander Aamodt Kilde ha vinto la Coppa del Mondo di discesa libera e quella di supergigante e il suo connazionale Henrik Kristoffersen quella di slalom speciale. Il francese Alexis Pinturault era il detentore uscente della Coppa generale.
In campo femminile sono state disputate tutte le 37 gare in programma (9 discese libere, 9 supergiganti, 9 slalom giganti, 9 slalom speciali, 1 slalom parallelo), in 21 diverse località; la statunitense Mikaela Shiffrin ha vinto la Coppa del Mondo generale, le italiane Sofia Goggia e Federica Brignone hanno vinto rispettivamente la Coppa del Mondo di discesa libera e quella di supergigante, la francese Tessa Worley quella di slalom gigante e la slovacca Petra Vlhová, detentrice uscente della Coppa generale, quella di slalom speciale.
È stata inserita in calendario una gara a squadre mista, disputata durante le finali di Courchevel/Méribel.

## Uomini

### Risultati
| Data             | Località               | Nazione     | Pista                  | Spec. | Primo                              | Secondo                       | Terzo                      |
| ---------------- | ---------------------- | ----------- | ---------------------- | ----- | ---------------------------------- | ----------------------------- | -------------------------- |
| 24 ottobre 2021  | Sölden                 | Austria     | Rettenbach             | GS    | Marco Odermatt                     | Roland Leitinger              | Žan Kranjec                |
| 14 novembre 2021 | Lech/Zürs              | Austria     | Flexenarena            | PR    | Christian Hirschbühl               | Dominik Raschner              | Atle Lie McGrath           |
| 27 novembre 2021 | Lake Louise            | Canada      | Men's Olympic Downhill | DH    | Matthias Mayer                     | Vincent Kriechmayr            | Beat Feuz                  |
| 2 dicembre 2021  | Beaver Creek           | Stati Uniti | Birds of Prey          | SG    | Marco Odermatt                     | Matthias Mayer                | Broderick Thompson         |
| 3 dicembre 2021  | Beaver Creek           | Stati Uniti | Birds of Prey          | SG    | Aleksander Aamodt Kilde            | Marco Odermatt                | Travis Ganong              |
| 4 dicembre 2021  | Beaver Creek           | Stati Uniti | Birds of Prey          | DH    | Aleksander Aamodt Kilde            | Matthias Mayer                | Beat Feuz                  |
| 11 dicembre 2021 | Val-d'Isère            | Francia     | La face de Bellevarde  | GS    | Marco Odermatt                     | Alexis Pinturault             | Manuel Feller              |
| 12 dicembre 2021 | Val-d'Isère            | Francia     | La face de Bellevarde  | SL    | Clément Noël                       | Kristoffer Jakobsen           | Filip Zubčić               |
| 17 dicembre 2021 | Val Gardena            | Italia      | Saslong                | SG    | Aleksander Aamodt Kilde            | Matthias Mayer                | Vincent Kriechmayr         |
| 18 dicembre 2021 | Val Gardena            | Italia      | Saslong                | DH    | Bryce Bennett                      | Otmar Striedinger             | Niels Hintermann           |
| 19 dicembre 2021 | Alta Badia             | Italia      | Gran Risa              | GS    | Henrik Kristoffersen               | Marco Odermatt                | Manuel Feller              |
| 20 dicembre 2021 | Alta Badia             | Italia      | Gran Risa              | GS    | Marco Odermatt                     | Luca De Aliprandini           | Alexander Schmid           |
| 22 dicembre 2021 | Madonna di Campiglio   | Italia      | 3-Tre                  | SL    | Sebastian Foss Solevåg             | Alexis Pinturault             | Kristoffer Jakobsen        |
| 28 dicembre 2021 | Bormio                 | Italia      | Stelvio                | DH    | Dominik Paris                      | Marco Odermatt                | Niels Hintermann           |
| 29 dicembre 2021 | Bormio                 | Italia      | Stelvio                | SG    | Aleksander Aamodt Kilde            | Raphael Haaser                | Vincent Kriechmayr         |
| 8 gennaio 2022   | Adelboden              | Svizzera    | Chuenisbärgli          | GS    | Marco Odermatt                     | Manuel Feller                 | Alexis Pinturault          |
| 9 gennaio 2022   | Adelboden              | Svizzera    | Chuenisbärgli          | SL    | Johannes Strolz                    | Manuel Feller                 | Linus Straßer              |
| 13 gennaio 2022  | Wengen                 | Svizzera    | Lauberhorn             | SG    | Marco Odermatt                     | Aleksander Aamodt Kilde       | Matthias Mayer             |
| 14 gennaio 2022  | Wengen                 | Svizzera    | Lauberhorn             | DH    | Aleksander Aamodt Kilde            | Marco Odermatt                | Beat Feuz                  |
| 15 gennaio 2022  | Wengen                 | Svizzera    | Lauberhorn             | DH    | Vincent Kriechmayr                 | Beat Feuz                     | Dominik Paris              |
| 16 gennaio 2022  | Wengen                 | Svizzera    | Männlichen/Jungfrau    | SL    | Lucas Braathen                     | Daniel Yule                   | Giuliano Razzoli           |
| 21 gennaio 2022  | Kitzbühel              | Austria     | Streif                 | DH    | Aleksander Aamodt Kilde            | Johan Clarey                  | Blaise Giezendanner        |
| 22 gennaio 2022  | Kitzbühel              | Austria     | Ganslern               | SL    | Dave Ryding                        | Lucas Braathen                | Henrik Kristoffersen       |
| 23 gennaio 2022  | Kitzbühel              | Austria     | Streif                 | DH    | Beat Feuz                          | Marco Odermatt                | Daniel Hemetsberger        |
| 25 gennaio 2022  | Schladming             | Austria     | Planai                 | SL    | Linus Straßer                      | Atle Lie McGrath              | Manuel Feller              |
| 26 febbraio 2022 | Garmisch-Partenkirchen | Germania    | Gudiberg               | SL    | Henrik Kristoffersen               | Loïc Meillard                 | Manuel Feller              |
| 27 febbraio 2022 | Garmisch-Partenkirchen | Germania    | Gudiberg               | SL    | Henrik Kristoffersen               | Dave Ryding                   | Linus Straßer              |
| 4 marzo 2022     | Lillehammer Kvitfjell  | Norvegia    | Olympiabakken          | DH    | Cameron Alexander Niels Hintermann |                               | Matthias Mayer             |
| 5 marzo 2022     | Lillehammer Kvitfjell  | Norvegia    | Olympiabakken          | DH    | Dominik Paris                      | Aleksander Aamodt Kilde       | Beat Feuz Niels Hintermann |
| 6 marzo 2022     | Lillehammer Kvitfjell  | Norvegia    | Olympiabakken          | SG    | Aleksander Aamodt Kilde            | James Crawford                | Matthias Mayer             |
| 9 marzo 2022     | Flachau                | Austria     | Hermann Maier          | SL    | Atle Lie McGrath                   | Clément Noël                  | Daniel Yule                |
| 12 marzo 2022    | Kranjska Gora          | Slovenia    | Podkoren               | GS    | Henrik Kristoffersen               | Lucas Braathen Marco Odermatt |                            |
| 13 marzo 2022    | Kranjska Gora          | Slovenia    | Podkoren               | GS    | Henrik Kristoffersen               | Stefan Brennsteiner           | Marco Odermatt             |
| 16 marzo 2022    | Courchevel             | Francia     | L'Éclipse              | DH    | Vincent Kriechmayr                 | Marco Odermatt                | Beat Feuz                  |
| 17 marzo 2022    | Courchevel             | Francia     | L'Éclipse              | SG    | Vincent Kriechmayr                 | Marco Odermatt                | Gino Caviezel              |
| 19 marzo 2022    | Méribel                | Francia     | Roc de Fer             | GS    | Marco Odermatt                     | Lucas Braathen                | Loïc Meillard              |
| 20 marzo 2022    | Méribel                | Francia     | Roc de Fer             | SL    | Atle Lie McGrath                   | Henrik Kristoffersen          | Manuel Feller              |

Legenda:

DH = discesa libera

SG = supergigante

GS = slalom gigante

SL = slalom speciale

PR = slalom parallelo

### Classifiche

#### Generale

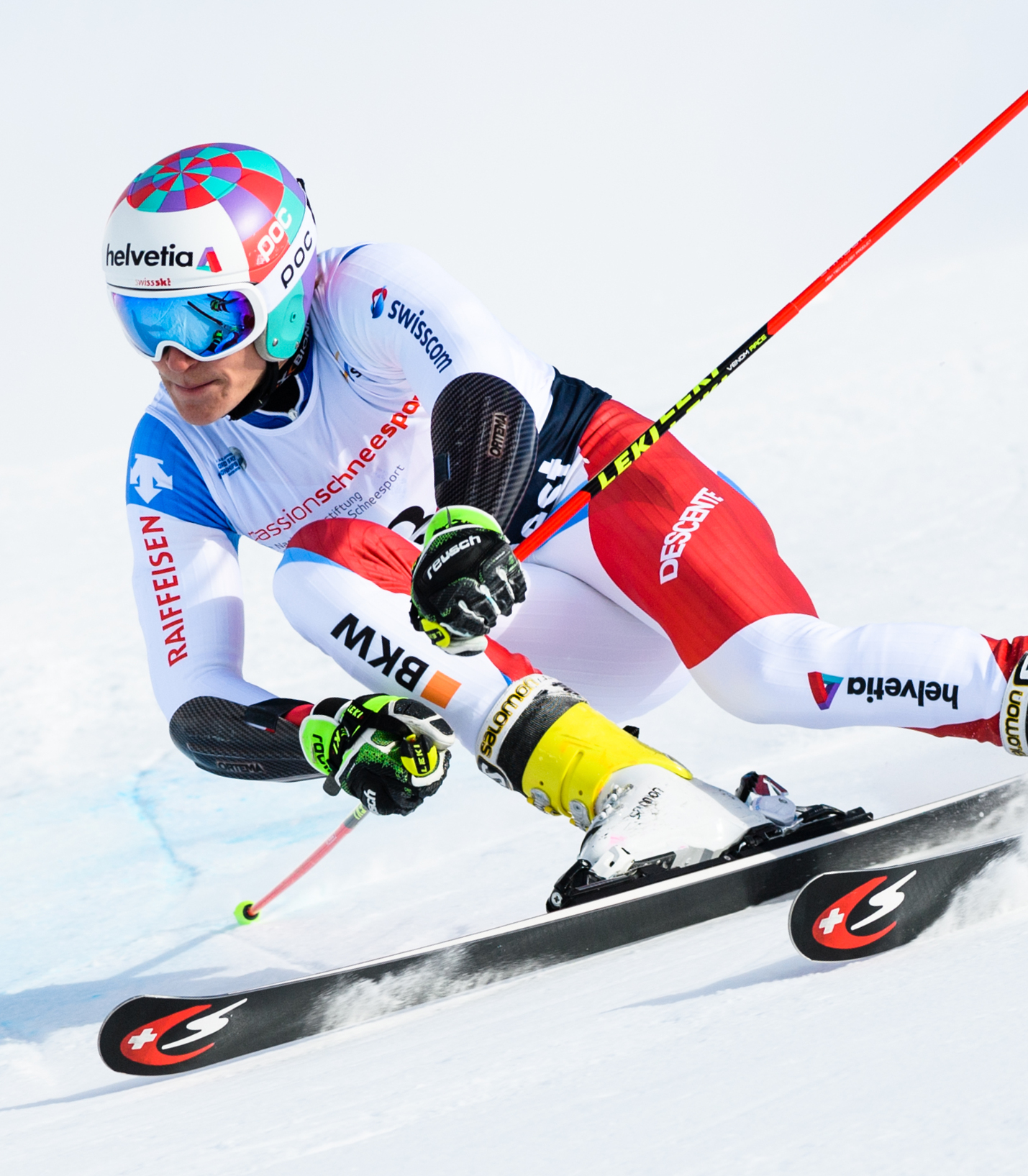
Marco Odermatt nel 2018

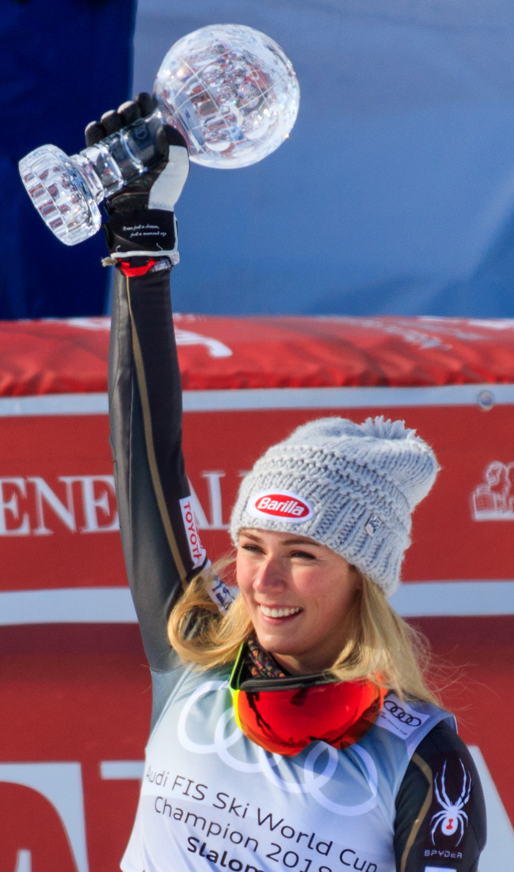
Mikaela Shiffrin nel 2018

| Pos. | Nome                    | Nazione  | Punti |
| ---- | ----------------------- | -------- | ----- |
| 1    | Marco Odermatt          | Svizzera | 1639  |
| 2    | Aleksander Aamodt Kilde | Norvegia | 1172  |
| 3    | Henrik Kristoffersen    | Norvegia | 954   |
| 4    | Matthias Mayer          | Austria  | 880   |
| 5    | Vincent Kriechmayr      | Austria  | 840   |
| 6    | Beat Feuz               | Svizzera | 820   |
| 7    | Manuel Feller           | Austria  | 687   |
| 8    | Dominik Paris           | Italia   | 680   |
| 9    | Lucas Braathen          | Norvegia | 655   |
| 10   | Alexis Pinturault       | Francia  | 603   |

#### Discesa libera
| Pos. | Nome                    | Nazione  | Punti |
| ---- | ----------------------- | -------- | ----- |
| 1    | Aleksander Aamodt Kilde | Norvegia | 620   |
| 2    | Beat Feuz               | Svizzera | 607   |
| 3    | Dominik Paris           | Italia   | 522   |
| 4    | Marco Odermatt          | Svizzera | 517   |
| 5    | Matthias Mayer          | Austria  | 508   |

#### Supergigante
| Pos. | Nome                    | Nazione  | Punti |
| ---- | ----------------------- | -------- | ----- |
| 1    | Aleksander Aamodt Kilde | Norvegia | 530   |
| 2    | Marco Odermatt          | Svizzera | 402   |
| 3    | Vincent Kriechmayr      | Austria  | 375   |
| 4    | Matthias Mayer          | Austria  | 372   |
| 5    | James Crawford          | Canada   | 226   |

#### Slalom gigante
| Pos. | Nome                 | Nazione  | Punti |
| ---- | -------------------- | -------- | ----- |
| 1    | Marco Odermatt       | Svizzera | 720   |
| 2    | Henrik Kristoffersen | Norvegia | 453   |
| 3    | Manuel Feller        | Austria  | 326   |
| 4    | Lucas Braathen       | Norvegia | 308   |
| 5    | Alexis Pinturault    | Francia  | 300   |

#### Slalom speciale
| Pos. | Nome                 | Nazione  | Punti |
| ---- | -------------------- | -------- | ----- |
| 1    | Henrik Kristoffersen | Norvegia | 451   |
| 2    | Manuel Feller        | Austria  | 361   |
| 3    | Atle Lie McGrath     | Norvegia | 348   |
| 4    | Lucas Braathen       | Norvegia | 347   |
| 5    | Linus Straßer        | Germania | 307   |

#### Slalom parallelo
Nel 2022 è stata stilata anche la classifica di slalom parallelo, sebbene non sia stato assegnato alcun trofeo al vincitore.
| Pos. | Nome                 | Nazione  | Punti |
| ---- | -------------------- | -------- | ----- |
| 1    | Christian Hirschbühl | Austria  | 100   |
| 2    | Dominik Raschner     | Austria  | 80    |
| 3    | Atle Lie McGrath     | Norvegia | 60    |
| 4    | Henrik Kristoffersen | Norvegia | 50    |
| 5    | Trevor Philp         | Canada   | 45    |

## Donne

### Risultati
| Data             | Località               | Nazione     | Pista                  | Spec. | Prima                             | Seconda                        | Terza                 |
| ---------------- | ---------------------- | ----------- | ---------------------- | ----- | --------------------------------- | ------------------------------ | --------------------- |
| 23 ottobre 2021  | Sölden                 | Austria     | Rettenbach             | GS    | Mikaela Shiffrin                  | Lara Gut-Behrami               | Petra Vlhová          |
| 13 novembre 2021 | Lech/Zürs              | Austria     | Flexenarena            | PR    | Andreja Slokar                    | Thea Louise Stjernesund        | Kristin Lysdahl       |
| 20 novembre 2021 | Levi                   | Finlandia   | Levi Black             | SL    | Petra Vlhová                      | Mikaela Shiffrin               | Lena Dürr             |
| 21 novembre 2021 | Levi                   | Finlandia   | Levi Black             | SL    | Petra Vlhová                      | Mikaela Shiffrin               | Lena Dürr             |
| 28 novembre 2021 | Killington             | Stati Uniti | Superstar              | SL    | Mikaela Shiffrin                  | Petra Vlhová                   | Wendy Holdener        |
| 3 dicembre 2021  | Lake Louise            | Canada      | Men's Olympic Downhill | DH    | Sofia Goggia                      | Breezy Johnson                 | Mirjam Puchner        |
| 4 dicembre 2021  | Lake Louise            | Canada      | Men's Olympic Downhill | DH    | Sofia Goggia                      | Breezy Johnson                 | Corinne Suter         |
| 5 dicembre 2021  | Lake Louise            | Canada      | Men's Olympic Downhill | SG    | Sofia Goggia                      | Lara Gut-Behrami               | Mirjam Puchner        |
| 11 dicembre 2021 | Sankt Moritz           | Svizzera    | Corviglia              | SG    | Lara Gut-Behrami                  | Sofia Goggia                   | Mikaela Shiffrin      |
| 12 dicembre 2021 | Sankt Moritz           | Svizzera    | Corviglia              | SG    | Federica Brignone                 | Elena Curtoni                  | Mikaela Shiffrin      |
| 18 dicembre 2021 | Val-d'Isère            | Francia     | Oreiller-Killy         | DH    | Sofia Goggia                      | Breezy Johnson                 | Mirjam Puchner        |
| 19 dicembre 2021 | Val-d'Isère            | Francia     | Oreiller-Killy         | SG    | Sofia Goggia                      | Ragnhild Mowinckel             | Elena Curtoni         |
| 21 dicembre 2021 | Courchevel             | Francia     | Émile Allais           | GS    | Mikaela Shiffrin                  | Sara Hector                    | Michelle Gisin        |
| 22 dicembre 2021 | Courchevel             | Francia     | Émile Allais           | GS    | Sara Hector                       | Mikaela Shiffrin               | Marta Bassino         |
| 28 dicembre 2021 | Lienz                  | Austria     | Schlossberg            | GS    | Tessa Worley                      | Petra Vlhová                   | Sara Hector           |
| 29 dicembre 2021 | Lienz                  | Austria     | Schlossberg            | SL    | Petra Vlhová                      | Katharina Liensberger          | Michelle Gisin        |
| 4 gennaio 2022   | Zagabria Sljeme        | Croazia     | Crveni Spust           | SL    | Petra Vlhová                      | Mikaela Shiffrin               | Katharina Liensberger |
| 8 gennaio 2022   | Kranjska Gora          | Slovenia    | Podkoren               | GS    | Sara Hector                       | Tessa Worley                   | Marta Bassino         |
| 9 gennaio 2022   | Kranjska Gora          | Slovenia    | Podkoren               | SL    | Petra Vlhová                      | Wendy Holdener                 | Anna Swenn Larsson    |
| 11 gennaio 2022  | Schladming             | Austria     | Planai                 | SL    | Mikaela Shiffrin                  | Petra Vlhová                   | Lena Dürr             |
| 15 gennaio 2022  | Altenmarkt-Zauchensee  | Austria     | Kälberloch             | DH    | Lara Gut-Behrami                  | Kira Weidle                    | Ramona Siebenhofer    |
| 16 gennaio 2022  | Altenmarkt-Zauchensee  | Austria     | Kälberloch             | SG    | Federica Brignone                 | Corinne Suter                  | Ariane Rädler         |
| 22 gennaio 2022  | Cortina d'Ampezzo      | Italia      | Olimpia delle Tofane   | DH    | Sofia Goggia                      | Ramona Siebenhofer             | Ester Ledecká         |
| 23 gennaio 2022  | Cortina d'Ampezzo      | Italia      | Olimpia delle Tofane   | SG    | Elena Curtoni                     | Tamara Tippler                 | Michelle Gisin        |
| 25 gennaio 2022  | Plan de Corones        | Italia      | Erta                   | GS    | Sara Hector                       | Petra Vlhová                   | Tessa Worley          |
| 29 gennaio 2022  | Garmisch-Partenkirchen | Germania    | Kandahar               | DH    | Corinne Suter                     | Jasmine Flury                  | Cornelia Hütter       |
| 30 gennaio 2022  | Garmisch-Partenkirchen | Germania    | Kandahar               | SG    | Federica Brignone Cornelia Hütter |                                | Tamara Tippler        |
| 26 febbraio 2022 | Crans-Montana          | Svizzera    | Mont Lachaux           | DH    | Ester Ledecká                     | Ragnhild Mowinckel             | Cornelia Hütter       |
| 27 febbraio 2022 | Crans-Montana          | Svizzera    | Mont Lachaux           | DH    | Priska Nufer                      | Ester Ledecká                  | Sofia Goggia          |
| 5 marzo 2022     | Lenzerheide            | Svizzera    | Silvano Beltrametti    | SG    | Romane Miradoli                   | Mikaela Shiffrin               | Lara Gut-Behrami      |
| 6 marzo 2022     | Lenzerheide            | Svizzera    | Silvano Beltrametti    | GS    | Tessa Worley                      | Federica Brignone              | Sara Hector           |
| 11 marzo 2022    | Åre                    | Svezia      | Olympia                | GS    | Petra Vlhová                      | Marta Bassino                  | Mikaela Shiffrin      |
| 12 marzo 2022    | Åre                    | Svezia      | Olympia                | SL    | Katharina Liensberger             | Mina Fürst Holtmann            | Michelle Gisin        |
| 16 marzo 2022    | Courchevel             | Francia     | L'Éclipse              | DH    | Mikaela Shiffrin                  | Joana Hählen Christine Scheyer |                       |
| 17 marzo 2022    | Courchevel             | Francia     | L'Éclipse              | SG    | Ragnhild Mowinckel                | Mikaela Shiffrin               | Michelle Gisin        |
| 19 marzo 2022    | Méribel                | Francia     | Roc de Fer             | SL    | Andreja Slokar                    | Lena Dürr                      | Petra Vlhová          |
| 20 marzo 2022    | Méribel                | Francia     | Roc de Fer             | GS    | Federica Brignone                 | Marta Bassino                  | Petra Vlhová          |

Legenda:

DH = discesa libera

SG = supergigante

GS = slalom gigante

SL = slalom speciale

PR = slalom parallelo

### Classifiche

#### Generale
| Pos. | Nome               | Nazione     | Punti |
| ---- | ------------------ | ----------- | ----- |
| 1    | Mikaela Shiffrin   | Stati Uniti | 1493  |
| 2    | Petra Vlhová       | Slovacchia  | 1309  |
| 3    | Federica Brignone  | Italia      | 1055  |
| 4    | Ragnhild Mowinckel | Norvegia    | 880   |
| 5    | Michelle Gisin     | Svizzera    | 874   |
| 6    | Sofia Goggia       | Italia      | 873   |
| 7    | Sara Hector        | Svezia      | 760   |
| 8    | Tessa Worley       | Francia     | 747   |
| 9    | Corinne Suter      | Svizzera    | 697   |
| 10   | Marta Bassino      | Italia      | 673   |

#### Discesa libera
| Pos. | Nome               | Nazione   | Punti |
| ---- | ------------------ | --------- | ----- |
| 1    | Sofia Goggia       | Italia    | 504   |
| 2    | Corinne Suter      | Svizzera  | 407   |
| 3    | Ester Ledecká      | Rep. Ceca | 339   |
| 4    | Ramona Siebenhofer | Austria   | 331   |
| 5    | Mirjam Puchner     | Austria   | 296   |

#### Supergigante
| Pos. | Nome               | Nazione     | Punti |
| ---- | ------------------ | ----------- | ----- |
| 1    | Federica Brignone  | Italia      | 506   |
| 2    | Elena Curtoni      | Italia      | 390   |
| 3    | Mikaela Shiffrin   | Stati Uniti | 380   |
| 4    | Ragnhild Mowinckel | Norvegia    | 353   |
| 5    | Sofia Goggia       | Italia      | 332   |

#### Slalom gigante
| Pos. | Nome             | Nazione     | Punti |
| ---- | ---------------- | ----------- | ----- |
| 1    | Tessa Worley     | Francia     | 567   |
| 2    | Sara Hector      | Svezia      | 540   |
| 3    | Mikaela Shiffrin | Stati Uniti | 507   |
| 4    | Petra Vlhová     | Slovacchia  | 491   |
| 5    | Marta Bassino    | Italia      | 356   |

#### Slalom speciale
| Pos. | Nome                  | Nazione     | Punti |
| ---- | --------------------- | ----------- | ----- |
| 1    | Petra Vlhová          | Slovacchia  | 770   |
| 2    | Mikaela Shiffrin      | Stati Uniti | 501   |
| 3    | Lena Dürr             | Germania    | 437   |
| 4    | Katharina Liensberger | Austria     | 392   |
| 5    | Wendy Holdener        | Svizzera    | 357   |

#### Slalom parallelo
Nel 2022 è stata stilata anche la classifica di slalom parallelo, sebbene non sia stato assegnato alcun trofeo alla vincitrice.
| Pos. | Nome                    | Nazione  | Punti |
| ---- | ----------------------- | -------- | ----- |
| 1    | Andreja Slokar          | Slovenia | 100   |
| 2    | Thea Louise Stjernesund | Norvegia | 80    |
| 3    | Kristin Lysdahl         | Norvegia | 60    |
| 4    | Marta Bassino           | Italia   | 50    |
| 5    | Sara Hector             | Svezia   | 45    |

## Coppa delle Nazioni

### Risultati
| Data          | Località | Nazione | Pista      | Spec. | Prima                                                                      | Seconda                                                                       | Terza                                                           |
| ------------- | -------- | ------- | ---------- | ----- | -------------------------------------------------------------------------- | ----------------------------------------------------------------------------- | --------------------------------------------------------------- |
| 18 marzo 2022 | Méribel  | Francia | Roc de Fer | PR    | Svizzera Delphine Darbellay Andrea Ellenberger Fadri Janutin Livio Simonet | Austria Ricarda Haaser Katharina Truppe Stefan Brennsteiner Patrick Feurstein | Germania Lena Dürr Antonia Kermer Fabian Gratz Julian Rauchfuss |

Legenda:

PR = slalom parallelo

### Classifiche
Le classifiche della Coppa delle Nazioni vengono stilate sommando i punti ottenuti da ogni atleta in ogni gara individuale e quelli assegnati nelle due gare a squadre.

#### Generale
| Pos. | Nazione  | Punti |
| ---- | -------- | ----- |
| 1    | Austria  | 10667 |
| 2    | Svizzera | 10410 |
| 3    | Italia   | 6511  |
| 4    | Norvegia | 6074  |
| 5    | Francia  | 4194  |

#### Uomini
| Pos. | Nazione  | Punti |
| ---- | -------- | ----- |
| 1    | Svizzera | 5705  |
| 2    | Austria  | 5682  |
| 3    | Norvegia | 4228  |
| 4    | Italia   | 2600  |
| 5    | Francia  | 2251  |

#### Donne
| Pos. | Nazione     | Punti |
| ---- | ----------- | ----- |
| 1    | Austria     | 4985  |
| 2    | Svizzera    | 4705  |
| 3    | Italia      | 3911  |
| 4    | Stati Uniti | 2268  |
| 5    | Francia     | 1943  |